# Pertorbació d'emissores
La pertorbació d'emissores o interferència intencionada és la transmissió d'un senyal de radiocomunicació de forma deliberada per intentar pertorbar la transmissió d'un altre senyal de ràdio. A diferència de la interferència no intencionada, en la qual es transmet el senyal de forma negligent o accidental en un espectre de freqüències que ja està utilitzat per altri, la interferència intencionada té per objectiu impedir una comunicació per radiofreqüències alterant-la o anul·lant-la prou perquè el receptor no pugui interpretar-la.
El dispositiu que permet realitzar aquest tipus d'interferències es denomina perturbador o inhibidor, i el seu ús legal està limitat a l'acció policial i de seguretat autoritzada.

## Terminologia
De vegades se sol emprar el terme jamming, (el mot anglès), per diferenciar-la de la que és accidental.

## Història
Durant la Segona Guerra Mundial operadors terrestres tractaven confondre els pilots enemics mitjançant falses instruccions en els seus propis llenguatges. La interferència de senyals de ràdio estrangers ha estat emprada durant la guerra (o en moments de tensió política) per evitar que els ciutadans s'informin del que diu l'enemic, Tanmateix, també això ha ocasionat que els enemics canviïn de freqüències, agreguin freqüències addicionals o augmentin la potència del transmissor

### Exemples
- Espanya va interferir l'emissora Ràdio Espanya Independent, més coneguda com La Pirenaica, durant diverses dècades de la dictadura militar del General Francisco Franco.
- Cuba ha interferit Ràdio Martí, Radio República i La Veu dels Estats Units.
- Corea del Nord interfereix els senyals de Corea del Sud i viceversa punt en ràdio com en televisió, encara que en aquesta última fan servir sistemes de transmissió incompatibles entre si (NTSC al sud i SECAM al nord.)
- Alemanya interferia durant la Segona Guerra Mundial des dels Països Baixos ocupats els senyals provinents dels neerlandesos exiliats a Regne Unit.
- Les freqüències de l'estació iraquiana "La Mare de totes les Batalles" van ser interferides durant la Primera Guerra del Golf Pèrsic per la coalició dels Estats Units.
- Ràdio Pequín transmetia en la mateixa freqüència de la Veu de la Xina Lliure en algunes de les emissions en castellà per a Sud-amèrica.[3]
- La Unió Soviètica va interferir la Deutsche Welle i a vegades la Radio Vaticà, Kol Yisrael i la Radio Canada International.[4]

## Mètodes
Aquestes interferències van encaminades a senyals de ràdio incòmodes. Un radiotransmissor sintonitzat en «la mateixa freqüència i modulació» de l'emissora de l'enemic pot, si té prou potència, tapar-la totalment o parcialment en el receptor.
Alguns dels tipus més comuns d'aquesta interferència són soroll aleatori, impulsos aleatoris, CW, tons, i espurnes d'ones amortides (bobina de Rumkhorf). Això pot detectar-se sintonitzant un receptor, per exemple la República Popular Xina empra la transmissió d'òpera tradicional xinesa per interferir emissores propagandístiques contra el seu règim. L'antiga Unió de Repúbliques Socialistes Soviètiques també va emprar transmissors que interferien senyals occidentals mitjançant el soroll dels generadors dièsel que proporcionaven energia a aquests transmissors.